# گمینا بیشکیژ
گمینا بیشکیژ (به لهستانی:  Gmina Biesiekierz) یک گمینا در لهستان است که در شهرستان کوشالین واقع شده‌است. گمینا بیشکیژ ۱۱۶٫۸۷ کیلومتر مربع مساحت و ۵٬۴۳۹ نفر جمعیت دارد.